# Five Points Gang

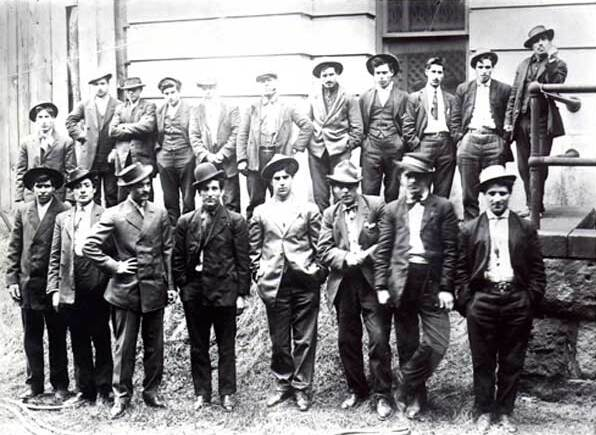
Mitglieder der Five Points Gang, Anfang des 20. Jahrhunderts

Die Five Points Gang oder Five Pointers war eine berüchtigte, von Irischamerikanern dominierte Gang Anfang des 20. Jahrhunderts in New York City.

## Organisation und Territorium
Begründet wurde die Bande durch Paul Kelly alias Paolo Antonini Vaccareli.
Die Five Pointers hatten eine Jugendorganisation, die Forty Thieves Juniors, die später zu den Five Points Juniors wurden. Solche Jugendbanden waren damals üblich, einige Jugendliche konnten so aufsteigen und in die Erwachsenengang integriert werden, allerdings traten auch viele aus der Jugendbande aus und suchten sich einen normalen Beruf.
Die Bande war nach den Five Points benannt, einem Slum-Viertel des 19. Jahrhunderts im Süden von Manhattan. Zu ihrer Hochzeit um 1905 umfasste sie rund 1.500 Mitglieder und beherrschte ein Gebiet zwischen dem Broadway, Bowery, Fourteenth street und dem City Hall Park.

## Konflikt mit der Eastman Gang
Ab 1901 kämpfte die Bande gegen die Eastman Gang von Monk Eastman um das Territorium der Lower East Side. Beide waren als einzige von den Banden übriggeblieben, die sich ab den 1860er Jahren in New York City gebildet hatten.
1903 kam es dabei in der Rivington Street zu einer Massenschießerei mit über 100 Beteiligten, von denen aber nur drei getötet wurden. Der Konflikt wurde unterbrochen, als am 2. Februar 1904 Eastman wegen Raub und Körperverletzung ins Gefängnis kam.
Außerdem intervenierten Politiker der Tammany Hall gegen den Krieg, die beide Gruppierungen zu Wahlkampfzwecken einsetzten und kein Interesse an derartigen öffentlichkeitswirksamen blutigen Konflikten hatten. Mobster Frankie Yale übernahm die Präsidentschaft über die Unione Siciliana ab 1918. Die Tammany Hall verschaffte sich so bei den Wahlen sichere italienische Stimmen.
Der Konflikt galt am 14. Mai 1908 zunächst als beendet, als Max „Kid Twist“ Zwerbach und sein Leibwächter Vach „Cyclone Louie“ Lewis von den Five Pointers getötet wurden, denn die Eastman Gang zersplitterte in drei Fraktionen, wovon die größte unter dem Kommando von Jack Zelig stand, der den Konflikt fortsetzte. Zelig wurde 1912 erschossen.

## Johnny Torrio und Al Capone
Einige Vereinigungen mit kleineren Gangs führten zur Vergrößerung der Five Pointers. So kamen im Jahre 1900 Teile der Plug Uglies zu ihnen und als sich 1905 Johnny Torrios James Streeters mit den Five Pointers vereinten, war die Bande schätzungsweise 1.500 Mann stark. So konnte ein weiterer Bandenkrieg gewonnen werden, dieses Mal gegen die irischen „White Handers“.
Obwohl Kelly ein großes Vorbild für Torrio darstellte, verließ dieser um 1906 herum die Bande und ging nach Brooklyn. Er erkannte, dass weitere Bandenkriege zu viele Verluste kosten würden und es von Vorteil wäre, "friedlichere" Geschäfte zu betreiben.
1909 folgte Torrio dem Ruf seiner Tante Victoria Moresco nach Chicago, um deren Ehemann, dem Mobster Jim Colosimo, bei dessen Problem mit drei Erpressern zu helfen. Als Torrio diese tötete, wurde er praktisch zu Colosimos Geschäftsführer und holte 1919 mit Al Capone einem weiteren Five-Pointer nach Chicago, der in New York nach einer Auseinandersetzung mit einem „White Handers“-Mitglied gesucht wurde. Kurze Zeit später verließ mit Louis Campagna, der bis dato eine Haftstrafe verbüßt hatte, ein weiteres Mitglied die Five-Point-Gang in Richtung Chicago.

## Zerfall
Spätestens ab dem Beginn der Alkoholprohibition in den Vereinigten Staaten im Jahre 1919 zerbröckelte die Organisation, da die führenden Mitglieder unterschiedliche Wege gingen, um mit dem Alkoholhandel Profit zu machen. Es war nun insbesondere Frankie Yale, der mit Leuten wie Frank Marlow, Willie „Two-Knife“ Altierri, Sam Pollaccia, Johnny "Silk Stocking" Giustra, „Little Augie“ Pisano, Vincent Mangano, Joe Adonis und Albert „Mad Hatter“ Anastasia eine Bande des Typus aufbaute, wie sie für die US-amerikanische Cosa Nostra üblich wurde. 1922 trat dann noch der junge Vincenzo Gibaldi hinzu, der sich als Jack „Machine Gun“ McGurn in Chicago noch einen Namen machen sollte.
Andere Mitglieder zog es in die Bande von Nathan Kaplan und Johnny Spanish. Beide beherrschten 1918 bis 1919 mit ihren Schlägern das „labor racketeering“; das Monopol hatten sie sozusagen von Benjamin Fein und Joseph Rosenzweig übernommen, als diese durch Freiheitsstrafen ihre Kontrolle nicht mehr wahrnehmen konnten. Nach diversen Auseinandersetzungen, die zu den sogenannten „Labor Slugger Wars“ gerechnet werden, bildete sich unter Louis Buchalter hieraus letztendlich die berüchtigte Murder, Inc., die in den 1930er Jahren Mordaufträge für das National Crime Syndicate ausführte.
Lucky Luciano schloss sich Joe Masseria an; seine Jugendkontakte zum Bugs and Meyer Mob führten daneben, mit Joe Adonis als Boss, zur Bildung des Broadway Mobs. Somit wurden Mitglieder der Five Pointers später Bosse der US-amerikanischen Cosa Nostra:

## Mitglieder (Auswahl)
| Name              | Geburt | Tod    | Todesursache    | spätere Familie | dortiger Rang                          | Anmerkung                                            |
| ----------------- | ------ | ------ | --------------- | --------------- | -------------------------------------- | ---------------------------------------------------- |
| Adonis, Joe       | 1902   | 1971   | Herzinfarkt     | Genovese        |                                        | 1956 nach Italien abgeschoben                        |
| Anastasia, Albert | 1902   | 1957   | erschossen      | Gambino         | Oberhaupt                              | Anführer Murder, Inc.                                |
| Capone, Al        | 1899   | 1947   | natürlicher Tod | Chicago Outfit  | Boss                                   | populärer Archetyp eines Gangsters                   |
| Campagna, Louis   | 1900   | 1955   | natürlicher Tod | Chicago Outfit  | Leutnant                               | u. a. Bodyguard von Capone                           |
| Ellison, James T. | 1861   | 1920er |                 | Gophers         | Boss                                   | „Biff“                                               |
| Harrington, Bill  |        |        |                 |                 |                                        | Bodyguard von Paul Kelly                             |
| Hickman, Joe      |        |        |                 |                 |                                        | letzter bekannter Anführer der Bande                 |
| Hogan, Pat        |        |        |                 |                 |                                        | sagte gegen James T. Ellison aus                     |
| Kaplan, Nathan    |        |        | erschossen      | eigene Bande    | Boss                                   | Kosher Nostra                                        |
| Kelly, Paul       |        |        | erschossen      |                 |                                        | Gründer der Bande und Kontaktperson zur Tammany Hall |
| Luciano, Lucky    | 1897   | 1962   | Herzinfarkt     | Genovese        | Oberhaupt                              | 1945 nach Italien abgeschoben                        |
| Mangano, Vincent  | 1888   | 1951   | erschossen      | Gambino         | Oberhaupt                              | erlangte die Kontrolle über die Docks                |
| McManus, Jack     |        | 1905   |                 |                 | rechte Hand von Paul Kelly             |                                                      |
| Pioggi, Louis     | 1889   | 1961   |                 |                 | Mörder von Max Zwerbach und Vach Lewis | „The Lump“                                           |
| Riley, Pat        |        |        |                 |                 |                                        | „Razor“                                              |
| Torrio, Johnny    | 1882   | 1957   | Herzinfarkt     | Chicago Outfit  | Oberhaupt                              | holte Al Capone nach Chicago                         |
| Yale, Frankie     | 1893   | 1928   | erschossen      |                 |                                        | Präsident der Unione Siciliana                       |

## Filme und Filmzitate
- Der mächtige Gangsterboss Doyle Lonnegan aus dem Klassiker Der Clou stammte aus Five Points, verleugnete jedoch seine Herkunft.
- Gangs of New York (2002) von Martin Scorsese schildert die Unruhen im Five Points Mitte des 19. Jahrhunderts und den Beginn des Bandenwesens, auf der auch die späteren Five Pointers aufbauten. Neben dem Spielfilm entstand die Fernseh-Dokumentation Uncovering the Real Gangs of New York, die sich mit den geschichtlichen Hintergründen des Films befasst.